# Борово (Хорватія)
Борово (хорв. Borovo) — населений пункт та община у  Вуковарсько-Сремській жупанії Хорватії.

## Населення
Населення общини за даними перепису 2011 року становило 5 056 осіб, 4 з яких назвали рідною українську мову. 
Динаміка чисельності населення громади:

## Клімат
Середня річна температура становить 11,20°C, середня максимальна – 25,33°C, а середня мінімальна – -5,40°C. Середня річна кількість опадів – 651 мм.
| Клімат поселення                              | Клімат поселення | Клімат поселення | Клімат поселення | Клімат поселення | Клімат поселення | Клімат поселення | Клімат поселення | Клімат поселення | Клімат поселення | Клімат поселення | Клімат поселення | Клімат поселення | Клімат поселення |
| Показник                                      | Січ.             | Лют.             | Бер.             | Квіт.            | Трав.            | Черв.            | Лип.             | Серп.            | Вер.             | Жовт.            | Лист.            | Груд.            |                  |
| Середній максимум, °C                         | 6,10             | 7,80             | 12,32            | 17,05            | 22,43            | 25,33            | 25,04            | 24,75            | 20,71            | 15,22            | 9,37             | 5,58             |                  |
| Середня температура, °C                       | 0,34             | 2,04             | 6,60             | 11,30            | 16,70            | 19,60            | 21,24            | 20,96            | 16,90            | 11,41            | 5,56             | 1,78             |                  |
| Середній мінімум, °C                          | −5,4             | −3,7             | 0,84             | 5,56             | 10,95            | 13,85            | 17,45            | 17,17            | 13,08            | 7,63             | 1,76             | −2,02            |                  |
| Норма опадів, мм                              | 42               | 37               | 40               | 52               | 60               | 83               | 67               | 60               | 48               | 52               | 59               | 51               |                  |
| Середньомісячна швидкість вітру, м/с          | 2.30             | 2.50             | 2.90             | 2.78             | 2.50             | 2.23             | 2.20             | 2.00             | 2.00             | 2.20             | 2.30             | 2.30             |                  |
| Середньомісячна сонячна радіація, кДж/м²·день | 4298             | 7053             | 11083            | 15617            | 19451            | 21727            | 22250            | 20466            | 15168            | 9556             | 4905             | 3598             |                  |
| --------------------------------------------- | ---------------- | ---------------- | ---------------- | ---------------- | ---------------- | ---------------- | ---------------- | ---------------- | ---------------- | ---------------- | ---------------- | ---------------- | ---------------- |
| Джерело:                                      |                  |                  |                  |                  |                  |                  |                  |                  |                  |                  |                  |                  |                  |